# Romantism planetar

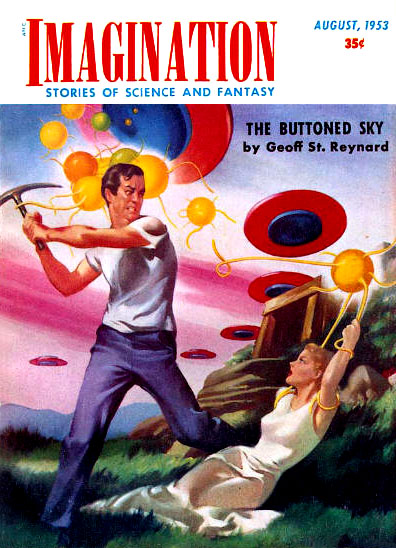
Coperta revistei Imagination din august 1953.

Romantismul planetar (din engleză Planetary romance) este un subgen al științifico-fantasticului sau al fanteziei științifice în care cea mai mare parte a acțiunii constă în aventuri care au loc pe una sau mai multe planete extraterestre exotice, caracterizate prin medii fizice și culturale distincte. Unele lucrări de romantism planetar au loc pe fundalul unei viitoare culturi în care călătoria între lumi cu nava spațială este banală; altele, în special primele exemple ale genului, nu au așa ceva dar folosesc covoare zburătoare, proiecția astrală sau alte metode de călătorie între planete. În ambele cazuri, aventurile de pe planetă sunt punctul central al narațiunii, nu modul de călătorie.
The Encyclopedia of Science Fiction menționează două avertismente cu privire la utilizarea termenului. În primul rând, în timp ce cadrul poate fi situat într-o lume extraterestră, natura sa nu are prea multă relevanță pentru intrigă, așa cum este cazul în romanul Un caz de conștiință  de James Blish. În al doilea rând, lucrările hard science fiction sunt excluse din această categorie, unde o planetă extraterestră, deși este o componentă critică a intrigii, este doar cadrul pentru un efort științific în primul rând, cum ar fi romanul Mission of Gravity de Hal Clement.
Un precursor semnificativ al genului este Lieut. Gullivar Jones: His Vacation (1905) de Edwin L. Arnold.
În cartea Science Fiction: The 100 Best Novels (1985), editorul și criticul David Pringle⁠(d) le-a numit pe scriitoarele Marion Zimmer Bradley și Anne McCaffrey ca două „practicante de top din zilele noastre” ale genului SF de romantism planetar.
Există o suprapunere semnificativă a genului cu Sword and Planet (sabie și planetă).

## Exemple

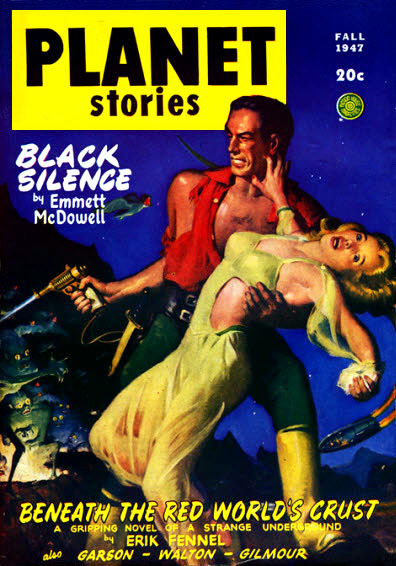
Coperta revistei Planet Stories, din toamna anului 1947.

### În ficțiune
- Almuric⁠(d) de Robert E. Howard
- Arrakis (în seria Dune) de Frank Herbert
- Barsoom⁠(d) (Marte) și Amtor⁠(d) (Venus) de Edgar Rice Burroughs
- Callisto de Lin Carter
- Darkover de Marion Zimmer Bradley
- Eldorado⁠(d) de Francis Carsac
- Câteva lucrări ale lui Alan Dean Foster: Midworld, Sentenced to Prism, Voyage to the City of the Dead, Drowning World și majoritatea poveștilor din seria Flinx și Pip
- Gor de John Norman
- Ciclul Hainish de Ursula K. Le Guin
- Heliconia de Brian Aldiss
- Jack of Shadows⁠(d) de Roger Zelazny
- Kregen de Kenneth Bulmer⁠(d)
- Krishna⁠(d) de L. Sprague de Camp
- Majipoor de Robert Silverberg
- Pern de Anne McCaffrey
- The Radio Man de Ralph Milne Farley
- Lumea Fluviului, The Green Odyssey și World of Tiers de Philip José Farmer
- The Saga of the Skolian Empire⁠(d) de Catherine Asaro, inclusiv lumile Raylicon, Balimul, Parthonia, Debra și Skyfall.
- The Space Trilogy de C. S. Lewis
- Michael Kane de pe Vechiul Marte de Michael Moorcock
- Tormance în O călătorie către Arcturus de David Lindsay
- O mare parte din opera științifico-fantastică a lui Jack Vance : duologia Big Planet, trilogia Alastor, trilogia Durdane, trilogia Cadwal Chronicles, tetralogia Tschai sau Planeta aventurii, majoritatea povestirilor Magnus Ridolph, pentalogia Demon Princes⁠(d) și diverse romane de sine stătătoare, cum ar fi Maske: Thaery și povestiri precum The Moon Moth.

### În benzi desenate
- Adam Strange
- Buck Rogers
- Flash Gordon
- Space Family Robinson
- World of Two Moons/Abode—ElfquestElfquest
- Den
- The Trigan Empire
- Apokolips and New Genesis—Fourth World
- The Joker System—Five Star Stories
- "Planet Hulk"
- "World War Hulk"
- The Forsaken World (franceză Les Naufragés d'Ythaq)

### În film și televiziune
- Aquaman - adaptare cinematografică a francizei Aquaman, plasată în principal în cele cinci regate fantastice și avansate din punct de vedere tehnologic ale Atlantidei  de pe fundul mării
- Avatar – filmul lui James Cameron care are loc exclusiv pe lumea fictivă Pandora.
- Defiance – Serial TV care are loc exclusiv pe o versiune  terraformată  (pentru extratereștri) și alterată a Pământului însuși.
- Pământ 2 – Serial TV care are loc exclusiv pe o planetă asemănătoare Pământului, cunoscută sub numele de „G889”.
- Planeta interzisă — un film timpuriu al genului (1956), care are loc în întregime pe planeta Altair IV.
- Irandaam Ulagam⁠(d) – film indian în limba tamilă
- John Carter – Un film care prezintă o versiune romantică a planetei Marte ( Barsoom ).
- Thor: Ragnarok - Un film bazat pe Planeta Hulk, care are loc în principal pe planetele Asgard și Sakaar

## Diverse
- Byston Well — Aura Battler Dunbine⁠(d)
- Eternia și Etheria — Maeștrii Universului
- Sagar - Blackstar
- Al treilea pământ - Thundercats